# Paul Teutul Sr.
Paul Teutul Senior (ur. 1 maja 1949 w Yonkers) – amerykański przedsiębiorca, założyciel firmy Orange County Choppers, producent niestandardowych motocykli.

## Życiorys
Paul Teutul urodził się w Yonkers w stanie Nowy Jork i dorastał w Pearl River w stanie Nowy Jork. Nigdy nie służył w oddziale wojskowym Stanów Zjednoczonych podczas wojny w Wietnamie, lecz wypłynął jako członek Merchant Marine w jej czasie. Nie wiadomo, jak długo oraz jako kto pracował w Merchant Marine. W 1999 roku założył rodzinną firmę OCC, która zyskała rozgłos dzięki programowi Amerykański chopper. W roku 2007 rozwiódł się z żoną Paulą i ożenił z Beth Dillon. Z pierwszego małżeństwa ma czwórkę dzieci – Paula Juniora, Michaela „Mikey”, Daniela oraz córkę Cristin.

## American Chopper
Od 2003 roku realizowany jest serial o firmie OCC, który przedstawia zarówno proces budowania motocykli jak i rodzinne perypetie rodziny Teutul. Paul występuje w każdym odcinku. Często popada w zły humor oraz kłóci się ze swoimi pracownikami. Dużą uwagę zwracają awantury powstałe między nim a jego najstarszym synem, Paulem Juniorem. Niekiedy Paul Senior dba o honor firmy i wie jak zaradzić niekorzystnym wydarzeniom odnośnie do firmy.

## Filmografia
2007: Gang dzikich wieprzy (ang. Wild Hogs) jako Paul